# Svarvsjön
Svarvsjön är en sjö i Gnesta kommun i Södermanland och ingår i Trosaåns huvudavrinningsområde. Sjön har en area på 0,0777 kvadratkilometer och ligger 62,3 meter över havet.

## Delavrinningsområde
Svarvsjön ingår i det delavrinningsområde (656087-156605) som SMHI kallar för Utloppet av Kvarnsjön. Medelhöjden är 64 meter över havet och ytan är 4,94 kvadratkilometer. Räknas de 8 avrinningsområdena uppströms in blir den ackumulerade arean 15,08 kvadratkilometer. Avrinningsområdets utflöde Trosaån (Sättraån) mynnar i havet. Avrinningsområdet består mestadels av skog (75 procent). Avrinningsområdet har 1,01 kvadratkilometer vattenytor vilket ger det en sjöprocent på 20,5 procent.